# 孫應元 (明末)
孙应元（？—1642年），明朝末年将领。
孙应元历任京营参将，统领勇卫营。勇卫营就是腾骧、武骧四卫，起初隶属于御马监，专门负责养马。崇祯帝锐意想整顿军备，挑选孙应元及黄得功、周遇吉等人训练这支军队，最终将其打造成劲旅。崇祯九年（1636年）秋天，孙应元跟张凤翼驻军京畿，立有战功，升任副总兵；又因战功增秩一等。崇祯十年（1637年），河南变民军势盛，孙应元、黄得功请求出兵征讨，崇祯帝很赞赏他们的勇气，调拨一万士兵，由宦官刘元斌、卢九德监军，告诫他们不得骚扰百姓。众将领奉命出征，军队行进纪律严明。十二月，在郑州大败变民军，又在密县破敌，先后斩首一千七百级。崇祯十一年（1638年）正月，在舞阳、光山、固始大败变民军，四天内三战三捷，斩首二千九百多级，变民军谋划攻打长江以北。刘元斌、卢九德南下赶赴颍州，护卫凤阳皇陵，暗中派遣孙应元、黄得功率领骑兵扼守变民军前方要道。明军从南往北推进，在方家集击破变民军，变民军只得从固始逃往商城。论功行赏时，孙应元被加授都督佥事。不久，又在新野破敌，随后在遂平大败变民军。当时熊文灿正主张招抚而不作战，而变民军畏惧孙应元等人，大多投降，投降后也没有立刻反叛，熊文灿因此独占招抚变民军的功劳。后来京师告急，朝廷召孙应元等人返回，变民军从此无所顾忌。崇祯帝起初听说禁军屡次击败变民军，十分高兴，屡次加升孙应元为都督同知，赏赐银币和蟒服；到这时论功，又晋升他为左都督，加衔总兵官，世袭锦衣副千户。崇祯十二年（1639年）五月，张献忠、罗汝才再次反叛，朝廷仍命刘元斌、卢九德监督孙应元、黄得功的军队南征。孙应元等人疾驰至南阳，恰逢马光玉屯兵淅川的吴村，假装请求招抚，实则计划渡汉江接应张献忠。淅川知县郭守邦劝降了马光玉的党羽许可变（改世王）、胡可受（安世王） 。许可变连夜前来，被安置在东关；胡可受被马光玉牵制，投降的约定尚未确定。孙应元、黄得功赶赴内乡袭击变民军后方，命令副将周遇吉等人分兵从其他路线出击。熊文灿派遣的陈洪范也率军赶到。八月，军队抵达小黄河口，参将马文豸等人奋力作战，胡可受战败，呼喊说：“当初与许王约定投降的是我，如今愿归顺。” 周遇吉勒住马接受了他的投降。孙应元、黄得功于是进兵王家寨，变民军分别屯驻在南北两山，用木石堵塞道路。孙应元率领马文豸攻打南山，黄得功率领副将林报国攻打北山，河南的军队又扼守华阳关，变民军大败，马光玉逃脱。刘元斌到军中后，传檄免除许可变、胡可受的罪名，授予他们官职，上报先后斩获三千颗首级。等到杨嗣昌在襄阳督师，命令刘元斌、孙应元驻守荆门，护卫献陵。崇祯十三年（1640年）七月，孙应元与副将王允成、王之纶，监军佥事孔贞会等人在丰邑坪大败罗汝才，斩首二千三百级，生擒五百多人，混世王、小秦王都投降了，这一战当时被称为荆楚地区的第一大功。崇祯十五年（1642年）春天，孙应元在罗山攻打变民军，奋力作战，因孤军无援，最终战死沙场。朝廷按制度追赠抚恤。